# Архиепархия Мельбурна
Архиепархия Мельбурна (лат. Archidioecesis Melburnensis) — архиепархия Римско-Католической церкви с центром в городе Мельбурн, Австралия. В митрополию Мельбурна входят епархии Балларата, Сандхёрста и Сэйла. Кафедральным собором архиепархии Мельбурна является собор святого Патрика.

## История
25 июня 1847 года Святой Престол учредил епархию Мельбурна, выделив её из архиепархии Сиднея. В этот же день епархия Мельбурна вошла в митрополию Сиднея.
30 марта 1874 года епархия Мельбурна передала часть своей территории в пользу возведения новых епархий Балларата и Сандхёрста.
31 марта 1874 года Римский папа Пий IX выпустил бреве Incrementa, которым возвёл епархию Мельбурна в ранг архиепархии.
10 мая 1887 года архиепархия Мельбурна передала часть своей территории в пользу возведения новой епархии Сэйла.

## Ординарии архиепархии
- архиепископ Джеймс Алипиус Гулд[англ.] (9.07.1847 — † 11.06.1886);
- архиепископ Томас Джозеф Карр[англ.] (29.09.1886 — † 6.05.1917);
- архиепископ Дэниел Мэнникс[англ.] (6.05.1917 — † 6.11.1963);
- архиепископ Джастин Дэниел Симондс[англ.] (6.11.1963 — 13.04.1967);
- кардинал Джеймс Роберт Нокс (13.04.1967 — 1.07.1974);
- архиепископ Томас Фрэнсис Литтл (1.07.1974 — 16.07.1996);
- архиепископ Джордж Пелл (16.07.1996 — 26.03.2001), назначен архиепископом Сиднея; с 21 октября 2003 года — кардинал;
- архиепископ Денис Джеймс Харт[англ.] (22.06.2001 — 29.06.2018);
- архиепископ Питер Эндрю Коменсоли[англ.] (29.06.2018 — по настоящее время).

## Источник
- Annuario Pontificio, Libreria Editrice Vaticana, Città del Vaticano, 2003, ISBN 88-209-7422-3
- Бреве Incrementa, Pii IX Pontificis Maximi Acta. Pars prima, Vol. VI, Romae 1874, стр. 314 (англ.)